# Franzosenschanze (Hohenlimburg)

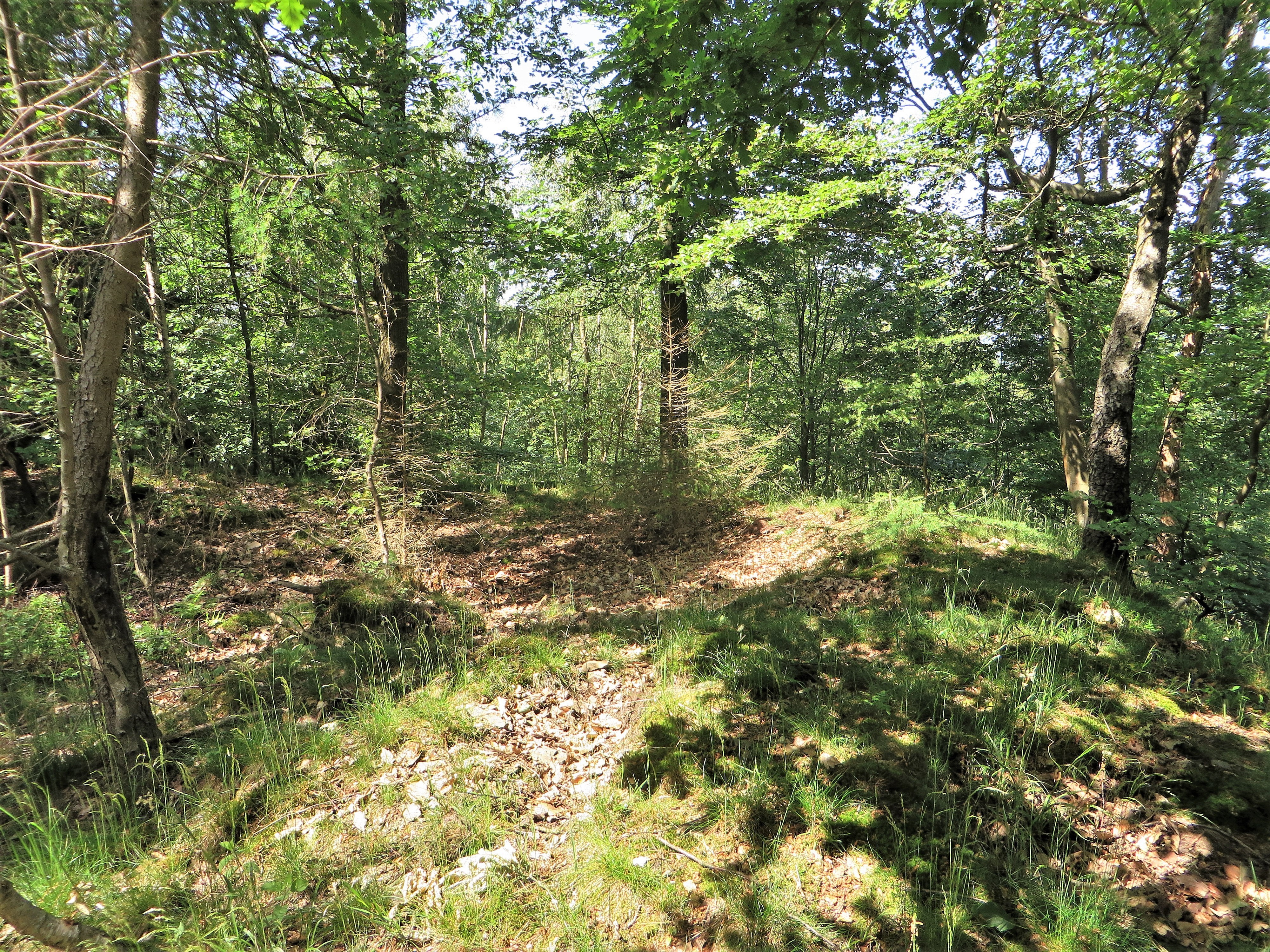
Wall- und Grabenanlage Franzosenschanze (Hohenlimburg)

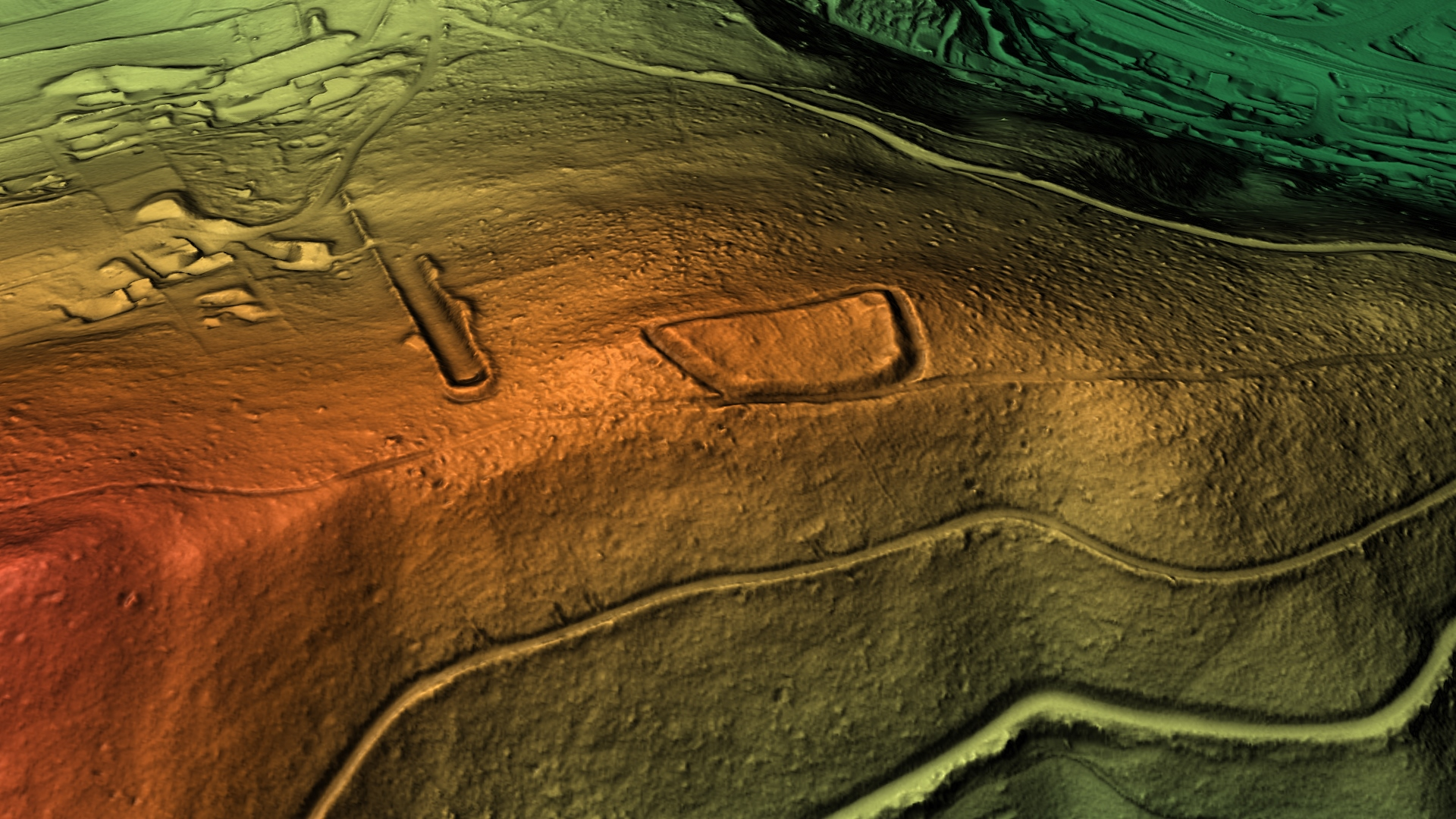
3D-Ansicht des digitalen Geländemodells

Die Franzosenschanze ist eine größere Wall- und Grabenanlage aus dem 13. Jahrhundert auf dem Piepenbrink (301 m) in Hohenlimburg bei Hagen, etwa 600 Meter südöstlich von der Raffenburg und dem ehemaligen „Märchenwald“ entfernt.

## Geschichte
Die Franzosenschanze wurde wahrscheinlich von Graf Eberhard I. von der Mark († 1308) als Kastell erbaut, um von dort aus im Mai 1288 die nahegelegene kölnische Raffenburg mit Belagerungsmaschinen zu beschießen. Diese bisher in der Literatur vermutete Annahme ist aber nicht bezeugt und die Bedeutung der Anlage ungeklärt. Die Befestigung könnte andere und langfristiger vorgesehene Aufgaben erfüllt haben, die in einem Zusammenhang mit der Raffenburg, ihrer Vorburg und Siedlung standen. Gegen eine Nutzung als „Belagerungskastell“, das nur einige Wochen in Anspruch genommen werden sollte, spricht vor allem die aufwendige Anlage und Konstruktion des umfassenden Wall- und Grabensystems mit Resten einer Innenbebauung sowie auch die exponierte Lage der Befestigung. 
Die Raffenburg wurde jedenfalls im Limburger Erbfolgestreit im Sommer 1288 nach langer Belagerung von Graf Eberhard von der Mark eingenommen, vermutlich wegen Wassermangels, und anschließend teilweise zerstört. Vorher hatte der Graf im Frühjahr 1288 zunächst die von der Raffenburg nicht weit entfernte kölnische Limburg im „Handstreich“ erobert. Später wurde die Limburg mit ihrer märkischen Besatzung Ende 1299 von dem in kölnischen Diensten stehenden Ritter Sobbo de Svirte erobert. Daraufhin errichtete Graf Eberhard Anfang 1300 gegenüber der Limburg ein Belagerungskastell (Lage ungeklärt), um die Rückgabe der Burganlage zu erzwingen. Wenig später einigten sich beide versöhnlich und Sobbo gab die Burg „aus freien Stücken“ an das Grafenhaus Mark zurück. Ob die in der Nähe liegende Wallburg Sieben Gräben, die Franzosenschanze oder eine andere bisher nicht lokalisierte Anlage bei dieser Belagerung benutzt wurde, ist ungeklärt.
Die exponierte Lage der rechteckigen Wallanlage „Franzosenschanze“ auf dem Piepenbrink in 266 m Höhe zwischen der südöstlich liegenden Limburg und der nordwestlich liegenden Raffenburg war günstig; von hier aus konnten rundherum alle Wege überwacht bzw. blockiert werden. Benannt wurde die Wallburg früher durch ihre Lage auf der Bergkuppe als „Eck“, im Volksmund „Eickel“ (heute Egge), und später nach dem Siebenjährigen Krieg (1756 bis 1763), als hier angeblich Franzosen gelagert haben sollen, „Franzosengraben“ genannt. Im Laufe des 20. Jahrhunderts wurde daraus dann Franzosenschanze.
Die Gräben und Wälle der sogenannten Franzosenschanze sind heute schwer zugänglich noch im Wald zu sehen. Die Gräben waren damals wohl tiefer als die heute vorhandenen, die Wälle höher, vielleicht auch noch durch Palisaden verstärkt. Nur in der Nordostecke befindet sich eine Vertiefung, die als Wohngrube gedeutet wird. An dieser Stelle entdeckte man 1908 bei Grabungen den einzigen Fund, der in dieser Burg gemacht wurde, eine Topfscherbe, die aus demselben Material bestand wie die auf dem nahen Raffenberg gefundenen Tonkrüge aus dem 13. Jahrhundert.
Die Anlage, ca. 80 m lang und 30 m breit, ist seit dem 9. Dezember 1991 als Hagener Bodendenkmal ausgewiesen und liegt im Landschaftsschutzgebiet Egge.